# Polybuten
Polybuten (polybutylen) a polyisobutylen jsou kapalné oligomery nebo polymery široce používané jako plastifikátory pro polymery s vysokou molekulovou hmotností, jako je například polyethylen.
Neměly by být zaměňovány s polybutenem-1, což je polymer s vysokou molekulovou hmotností.

## Vlastnosti
Jedná se o čisté a bezbarvé kapaliny prodávané v mnoha různých druzích lišících se hlavně molekulovou hmotností, přičemž platí, že vyšší molekulová hmotnost znamená také vyšší viskozitu. Oligomery se rozkládají při vysoké teplotě (více než 350 °C) za vzniku monomeru isobutenu.

## Výroba
Výroba polybutenu je podobná, ale liší se od výroby polyisobutylenu (PIB). Polybuten se často vyrábí ze směši čtyřuhlíkatých uhlovodíků vzniklých krakováním ropy (C4 komplexu) a obsahuje but-1-en, but-2-en a isobuten.
PIB se vyrábí z v podstatě čistého isobutylenu vytvořeného v C4 komplexu jako hlavní produkt. Přítomnost ostatních isomerů butenu může někdy způsobit:
1. nižší reaktivitu
2. jinou molekulární hmotnost

Tato reakce je kyselá katalyzovaná uhlík–kationtová polymerizace, nejčastějším katalyzátorem je chlorid hlinitý nebo některý z halogenovodíků, jako je například HF.

## Struktura
U 1–butenu se opakuje následující skupina:
-[-CH2-CH(CH2CH3)-]n-
a u 2–butenu je to tato skupina:
-[-CH(CH3)-CH(CH3)-]n-.

## Oxidace
Stejná dvojná vazba činí molekulu náchylnou na oxidaci při vystavení horké kapaliny vzduchu. Degradace polymeru vytváří aldehydy a ketony, jež jsou dále oxidovány na karboxylové kyseliny. Tím se hmota stává rozpustnou ve vodě.

## Použití
Polybuten se používá ve dvou oblastech:
- jako meziprodukt aditiv používaných do motorových olejů, benzínu a plastických maziv.
- průmyslově se využívá v tmelech a lepidlech.